# Munmu
Munmu (zm. 681 r.) – trzydziesty władca koreańskiego państwa Silla, panujący w latach 661–681, pierwszy król Zjednoczonego Silla.
Pochodził z rodu Kim. W 660 r. rozpoczął wojnę z Goguryeo i wraz z armią chińską podbił je w 668 r. Później stanął na czele oddziałów, które wypędzały Chińczyków z ziem koreańskich.